# Мапуту (річка)
Річка Мапу́ту (порт. Rio Maputo), також відома як Великий Усуту, Лусутфу або Суту, — річка в Південній Африці на території держав ПАР, Есватіні та Мозамбік. Назва Суту походить від народу басуто, який проживав недалеко від витоку річки, на якого напали і витіснили свазі. Кажуть, що ця назва також означає «темно-коричневий» на опис каламутної води річки.
На честь річки названо столицю Мозамбіку — Мапуту.

## Течія
Річка бере свій початок недалеко від Амстердама, Мпумаланга, Південно-Африканська Республіка, і протікає через Есватіні на схід, де вона входить у гори Лубомбо. 13-кілометрова ущелина утворює кордон між Есватіні та Південно-Африканською Республікою. Вона також утворює приблизно двадцять кілометрів кордону між ПАР (провінція Квазулу-Наталь) і Мозамбіком. Там, у заказнику Ндуму, Мапуту поповнюється водами своєї найбільшої притоки, річки Понгола. Далі вона звивається прибережною рівниною Мозамбіку і впадає в південну частину затоки Мапуту, близько 85 кілометрів вниз за течією.
В Есватіні, річка, яка там називається Великий Усуту або Лусутфу, протікає через міста Бунья, Лоєнго, Сіпофанені та Біг-Бенд. Місто Біг-Бенд розташоване поблизу місця, де річка круто звертає. Великий Усуту є найбільшою річкою в Есватіні, а також місцем найнижчої точки Есватіні (21 м над рівнем моря). Річка відома рафтингом. Вздовж її берегів немає великих міст через глибокі вузькі долини та густі ліси. Тим не менше, тут є поля для гольфу, готелі та природні заповідники. 

## Притоки
Притоки річки Мапуту від витоку до гирла по порядку: Сеганагана, Бонні-Брук, Мпулузі, Булунгу, Умвенване, Лусусвана, Сідвокодво, Мламані, Мзімнені, Мзімфофу, Млатузане, Мтсіндзеква, Млатузе, Ньєтане, Фунуане Фонгулу.